# 鬼童丸
鬼童丸也叫鬼童，在鸟山石燕的今昔百鬼拾遗中有写到。

## 文化背景
曾经为了杀源赖光，他就在市原野杀死了牛，然后埋伏在牛肚子里。后来他被渡边纲制服。鬼童丸原来是比叡山的孩子，由于行凶作恶而被驱逐，后来一个人居住在山洞里。

## 參看
- 百鬼小当家
- 火影忍者
- 日本妖怪列表